# Ровец (Винницкий район)
Ровец (укр. Рівець) — село в Винницком районе Винницкой области Украины.
Код КОАТУУ — 0520682209. Население по переписи 2001 года составляет 275 человек. Почтовый индекс — 23232. Телефонный код — 432. Занимает площадь 0,852 км².
В селе действует храм Великомученика Димитрия Солунского Винницкого районного благочиния Винницкой епархии Украинской православной церкви.

## Адрес местного совета
23231, Винницкая область, Винницкий р-н, с. Ильковка, ул. Набережная